# Nazarabad
Nazarābād (farsi نظرآباد) è il capoluogo dello shahrestān di Nazarabad, circoscrizione Centrale, nella provincia di Alborz in Iran. Aveva, nel 2006, una popolazione di 97.684 abitanti. Si trova a nord-ovest di Karaj.